# Успенський собор (Балта)

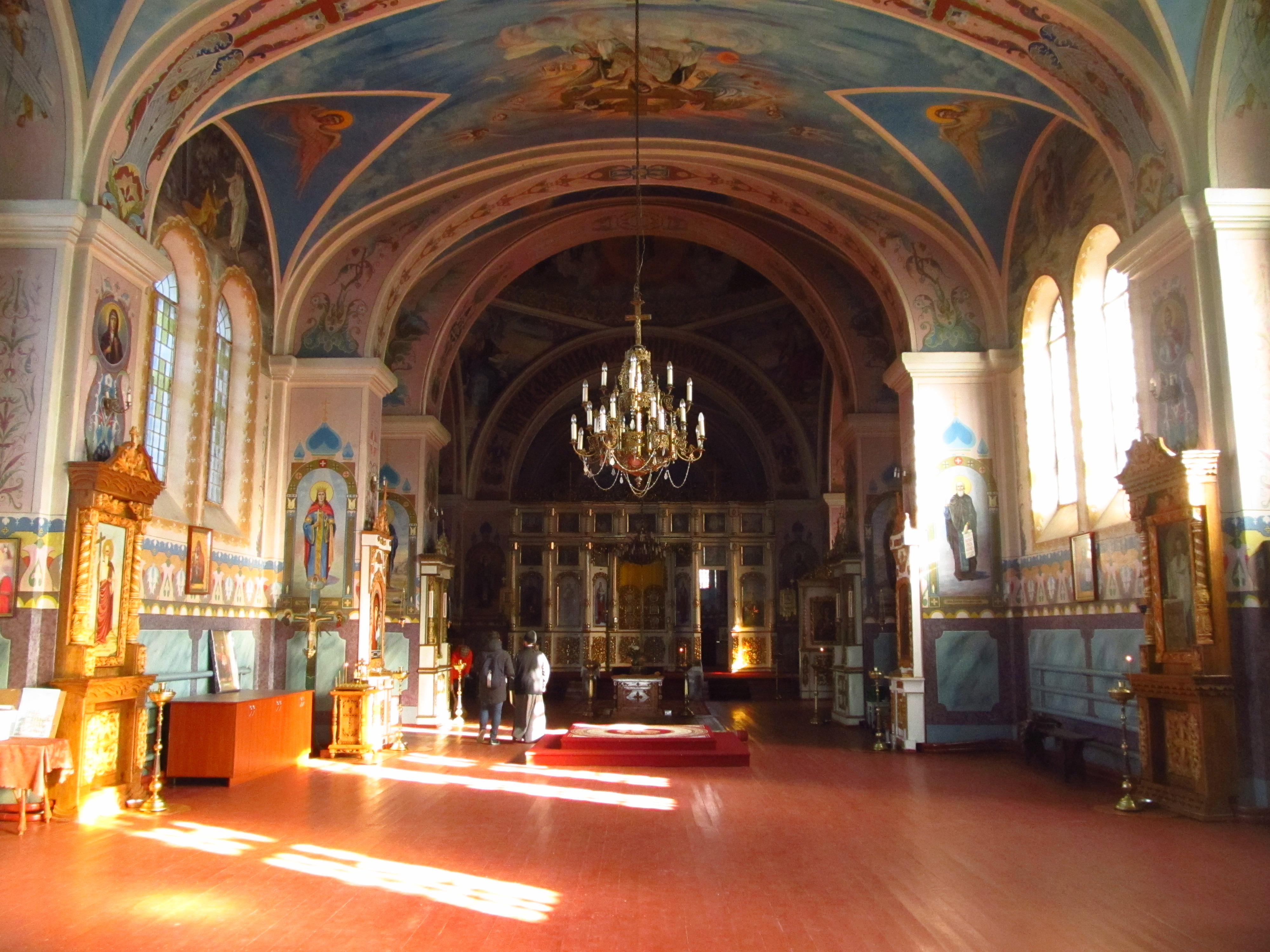
Інтер'єр собору

Успенський собор Божої Матері — православний собор у Балті, кафедральний собор Балтської єпархії Української православної церкви Московського патріархату.

## Історія
Собор був побудований на початку XX століття, освячений у 1915 році і залишався чинним до 1931 року. 
Наприкінці 1930-х – початку 1940-х рр. будівля використовувалась під архів Молдавської АРСР.
Через десять років, після вступу німецької армії до Балти, храм було знову відкрито та відреставровано. Він служив православній парафії до 1964 року, коли радянська влада вирішила його закрити, мотивуючи це відкриттям на території храму школи-інтернату. Будівлю було повернуто православній церкві 1988 року, першою з церков Одеської області, яку закрили в СРСР. Після 1988 року церкву відремонтували й повернули їй первісний вигляд.
З 2009 року собор є центром вшанування пам'яті святого священника Феодосія Левицького.
У 2012 році церква стала кафедральним собором новоствореної Балтської єпархії.